# Лужниковский сельский округ (Московская область)
Лужниковский сельский округ — упразднённая административно-территориальная единица, существовавшая на территории Ступинского района Московской области в 1994—2006 годах.
Лужниковский сельсовет был образован в первые годы советской власти. По данным 1921 года он входил в состав Жилёвской волости Серпуховского уезда Московской губернии.
24 марта 1924 года Жилёвская волость была передана в Каширский уезд.
В 1927 году из Лужниковского с/с был выделен Соколовский с/с, но уже в 1928 году он был присоединён обратно.
В начале 1929 года Лужниковский с/с был преобразован в Соколовский с/с.
В 1926 году Лужниковский с/с включал село Лужники, деревню Соколова Пустынь, Соколовский монастырь, 3 сторожки и лесной склад.
В 1929 году Лужниковский с/с был восстановлен в составе Каширского района Серпуховского округа Московской области путём преобразования Соколовского с/с.
17 июля 1939 года к Лужниковскому с/с был присоединён Тутыхинский сельсовет (селения Головлино, Кошелевка, Сайгатово и Тутыхино).
15 марта 1944 года Лужниковский с/с был передан в пригородную зону города Ступино.
3 июня 1959 года Лужниковский с/с вошёл в новообразованный Ступинский район.
1 февраля 1963 года Ступинский район был упразднён и Лужниковский с/с вошёл в Ступинский сельский район. 11 января 1965 года Лужниковский с/с был возвращён в восстановленный Ступинский район.
3 февраля 1994 года Лужниковский с/с был преобразован в Лужниковский сельский округ.
В ходе муниципальной реформы 2004—2005 годов Лужниковский сельский округ прекратил своё существование как муниципальная единица. При этом все его населённые пункты были переданы в городское поселение Ступино.
29 ноября 2006 года Лужниковский сельский округ исключён из учётных данных административно-территориальных и территориальных единиц Московской области.